# Bataille de Pratapgad
La bataille de Pratapgad est une bataille qui s'est déroulée le 10 novembre 1659 sur le fort de Pratapgad à Satara. Elle a opposé les forces marathes menées par Shivaji aux troupes du sultanat de Bijapur dirigées par le général Afzal Khan. Les marathes en sont sortis victorieux, marquant leur premier triomphe militaire significatif contre une puissance régionale majeure. À la suite de cette victoire, Shivaji captura 65 éléphants, 4000 chevaux, 1200 chameaux ainsi que 10 lakh roupies de liquide et bijouterie,.

## Négociations
En octobre 1659, Afzal Khan envoya son émissaire Krishna Rao à Pratapgad dans le but de rencontrer Shivaji. Celui-ci reçut Krishna Rao et lui offrit des robes d'honneur, indiquant la volonté d'engager les négociations. Shivaji proposa de tenir la réunir sur le fort de Pratapgad. Pendant ce temps, Afzan Khan envoya une lettre à Shivaji exprimant son mécontentement concernant les actions de ce dernier et lui demandant de remettre les forts ainsi que les territoires. Shivaji répondit, reconnaissant le pouvoir d'Afzal Khan et sollicita une rencontre à Jawali afin de discuter des termes. Les émissaires transmirent le message, dont l'envoyé de Shivaji, Pant Gopinath, contribua grandement à persuader Afzal Khan d'accepter la rencontre à Jawali,,.
Tandis que certains récits suggèrent que Shivaji cherchait à se faire pardonner, et invita Afzal Khan à une réunion, d'autres insinuent que la colonisation d'Afzal Khan avait contraint Shivaji à se réconcilier. Afzal Khan, malgré les objections de ses conseillers, décida de se rendre à Jawali pour la réunion. Il laissa derrière lui une partie de son armée et des provisions à Wai et avança en direction de Jawali.
Après avoir appris la démarche d'Afzal Khan, Shivaji donna l'ordre à ses commandants d'infanterie de se dissimuler près du camp d'Afzal Khan, se préparant à attaquer au cas où les négociations échoueraient. Shivaji ordonna également à son commandant Netoji Palkar de ne pas initier les hostilités jusqu'à ce que l'issue de la rencontre soit limpide. Netoji Palkar, de retour d'incursions dans le territoire d'Adilshah, a reçu les instructions de Shivaji d'attendre de nouveaux développements tout en restant prêt à agir,.
En fin de compte, la scène était prête pour une réunion cruciale entre Shivaji et Afzal Khan, où le destin de leur conflit serait décidé via les négociations ou la confrontation.

## Assassinat d'Afzal Khan
Selon les archives du Jedhe Shakawali, il a été convenu lors d'une réunion entre Shivaji et ses généraux qu'Afzal Khan était un traître.

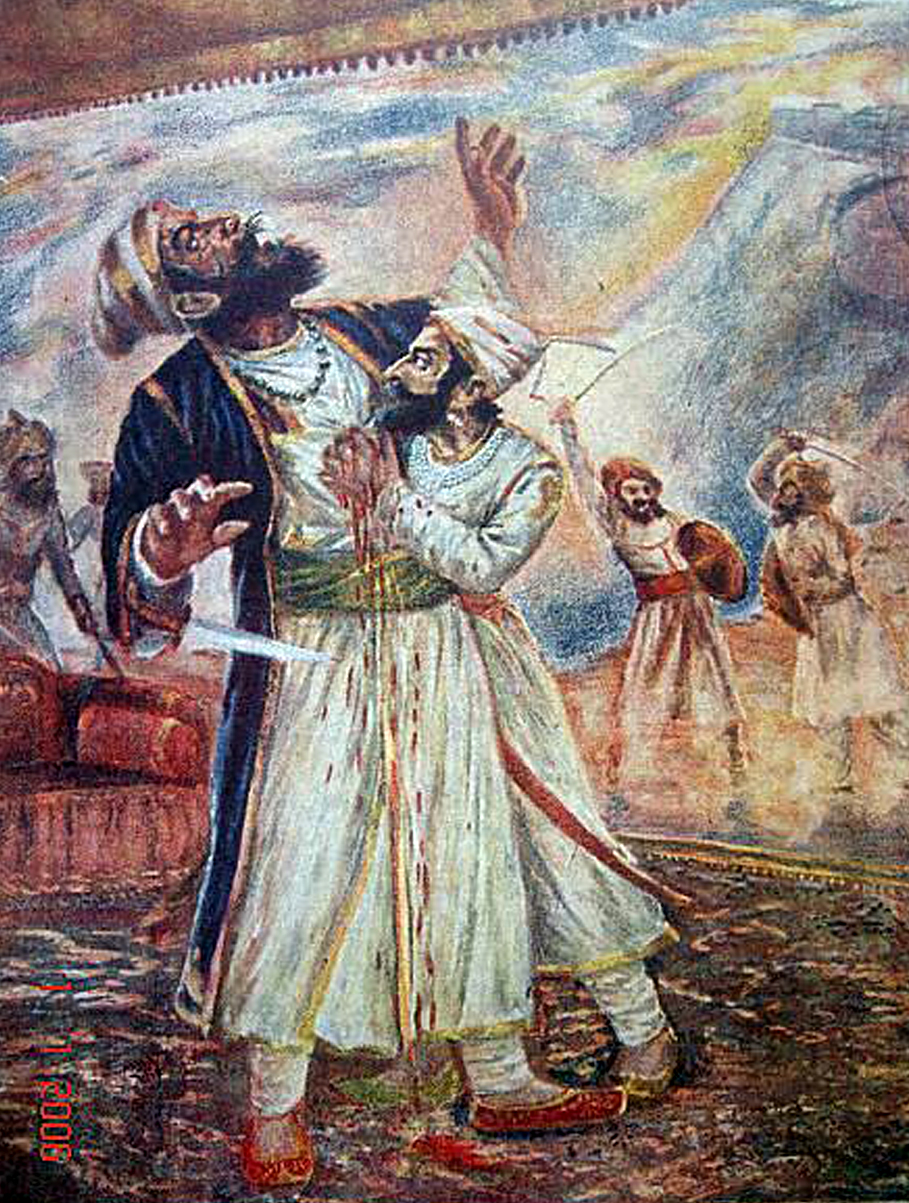
Assassinat d'Afzal Khan

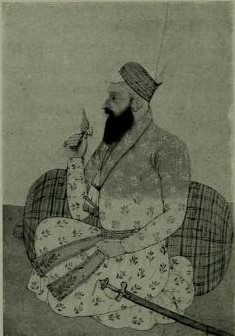
Afzal Khan de Bijapur

Le 10 novembre 1659, Shivaji et Afzal Khan se rencontrent, accompagnés de leurs émissaires ainsi que leurs gardes du corps près du Fort de Pratapgad. Lorsqu'ils s'étreignirent, Afzal Khan saisit Shivaji et tenta de le poignarder dans le dos. Il échoua puisque Shivaji s'attendait à cette attaque, et portait une armure sous ses vêtements. Il se servit ensuite de son bagh-nakha (« griffe de tigre ») afin de poignarder Afzal Khan dans le ventre, conduisant à la mort de ce dernier.

## Bataille de Jawali
Suivant le décès d'Afzal Khan, un signal fût donné du Fort de Pratapgad. En réponse à ce signal, 10 000 soldats marathes cachés dans les bois piégèrent l'armée du sultanat de Bijapur à Jawali,,.
« Le terrain accidenté de la région montagneuse se révéla avantageuse pour l'infanterie mais posa des défis à la cavalerie, aboutissant à la défaite des forces musulmanes. » Shivabharat (23:29)
Le terrain montagneux favorisa l'infanterie marathe, rendant la cavalerie du sultanat de Bijapur inefficace. Par conséquent, les commandants survivants d'Afzal Khan s'enfuirent avec le restant de l'armée et cherchèrent refuge à Wai. Les marathes remportèrent la bataille et capturèrent des personnalités notables. Cependant, la cavalerie marathe arriva trop tard pour attaquer le campement ennemi, car elle s'était enfuie,,.

## Conséquences
Après l'élimination réussie d'Afzal Khan, Shivaji renvoya rapidement Netaji Palkar de Wai, et emboîta le pas peu de temps après. Ses troupes assiégèrent le fort de Chandan, bien que l'aboutissement de ce siège demeure obscur. De plus en plus de deshmukhs marathes du sultanat de Bijapur firent défection aux Marathes.
Développant son territoire, les troupes de Shivaji récoltèrent le tribut de diverses régions jusqu'à Kolhapur, consolidant le contrôle des Marathes sur ces régions. Le Fort de Panhala fût assiégé. Malgré une résistance féroce, les Marathes parvinrent à escalader le fort et à le capturer le 28 novembre 1659. Shivaji visita le fort en personne le 2 décembre 1659. Le 15 février 1660, les Marathes saisirent le fort de Vishalgad. Le sultanat de Bijapur envoya le général Rustam Zaman dans le but de contrer l'avance de Shivaji. Sa force fût interceptée par Shivaji près de Kolhapur le 28 décembre 1659, menant son armée au sein d'une bataille décisive. Le butin se composait de 12 éléphants et 2 000 chevaux, indiquant la force importante des deux armées,,.
À la suite de cette victoire, Shivaji envoya Netaji Palkar piller le territoire du sultanat de Bijapur tandis qu'il supervisa lui-même les défenses de Panhala. La cavalerie de Netaji mena des raids de pillage jusqu'à Dharwad et Gadag au sud, ainsi que Tikota à l'est, près de Bijapur. Simultanément, les troupes marathes furent envoyées à la Côte de Konkan, rencontrant peu de résistance à mesure qu'elles avançaient vers le sud. Le 12 janvier 1660, un détachement des troupes marathes atteint Rajapur, suivie par la prise de Kharepatan le 15 janvier, ainsi que du petit fort de Kudal le 15 février,.